# João de Lucca
João Bevilaqua de Lucca (Río de Janeiro, 6 de enero de 1990) es un nadador brasileño.

## Trayectoria
João ganó una medalla de plata en el relevo 4 × 200 m libre en el Mundial Junior de 2006, celebrada en Río de Janeiro. En 2008, participa en su segundo Mundial Junior en Monterrey, obtuvo la medalla de bronce en el relevo 4 x 100 metros libre.
En Campeonato Mundial de Natación de 2011 en Shanghái, fue 14º en el 4 × 200 m libre.
Participó en el Juegos Olímpicos de Londres 2012, como reserva en la prueba de relevo 4 × 100 m libre de la selección brasileña.
En Campeonato Mundial de Natación de 2013 de Barcelona, finalizó 11º en el relevo 4 × 200 m libre de Brasil, junto con Nicolas Oliveira, Fernando dos Santos y Vinicius Waked.
En Campeonato Pan-Pacífico de Natación de 2014 en Gold Coast, Australia, ganó una medalla de bronce en el 4 x 100 libre de Brasil, junto con Bruno Fratus, Marcelo Chierighini y Nicolas Oliveira. También terminó en séptimo lugar en los 100 metros estilo libre y 11 en los 200 metros libre.
En Campeonato Mundial de Natación en Piscina Corta de 2014, en Doha, João ganó un bronce en 4 × 50 m libre mixto de Brasil (junto con César Cielo, Etiene Medeiros y Larissa Oliveira). El equipo brasileño rompió el récord sudamericano con la marca 1m29s17, a sólo 4 centésimas de Rusia, que ganó la plata. João también ganó una medalla de oro por haber participado en la calificación de 4 × 50 m estilos de los hombres de Brasil, que ganó más tarde la final. En lo relevo 4 × 200 m libre, João bateó 3 récord sudamericanos: en la calificación, con un tiempo de 6m55s50; en la final, con un tiempo de 6m54s43 (donde Brasil terminó en sexto lugar) y también estableció un récord sudamericano de 200 m libres con 1m41s85, abriendo la prueba final para Brasil. En el estilo libre de 100 metros, João se clasificó en segundo lugar en la final, con un tiempo de 46s29. En la final, terminó en séptimo lugar. En el relevo 4 × 100 m libre brasileño, João terminó en octavo lugar en la final. En los 200 metros libre (era la primera carrera de la competencia por João), no nadar bien y no pudo clasificarse para la final, terminando en el puesto 19. Sin embargo, con la 1m41s85 obtenido en el relevo 4 × 200 m, João podría haber obtenido la medalla de bronce en los 200 metros libre.
En los Juegos Panamericanos de 2015, De Lucca obtuvo tres medallas de oro en 200 m estilo libre con una marca de 1:46,42 (un nuevo récord de los Juegos Panamericanos y Sudamericana), en relevo 4x200 m libre con Luiz Altamir, Thiago Pereira y Nicolas Oliveira(donde se batió el récord de los Juegos Panamericanos con un tiempo de 7:11.15). y en relevo 4 x 100 m libre junto a Marcelo Chierighini, Matheus Santana y Bruno Fratus(el equipo estableció un nuevo récord de los Juegos Panamericanos con un tiempo de 3:13.66)
En el Campeonato Mundial de Natación de 2015, en Kazán, João de Lucca terminó cuarto en el relevo 4 × 100 metros estilo libre, junto con Marcelo Chierighini, Bruno Fratus y Matheus Santana. César Cielo no nadó la final - a pesar de estar participando en el campeonato, estaba sintiendo dolor en el hombro. En los 200 metros libre, actuó mal. Fue a las semifinales, pero hizo un tiempo de 1: 48.23, muy por debajo de su récord sudamericano de 1:46.42 obtenida en los Juegos Panamericanos unos días antes, y terminó 16º en general. También terminó noveno en los 4 × 100 metros medley mixto, junto con Felipe Lima, Daiene Dias y Daynara de Paula, y 15 en el relevo 4 × 200 metros libre, junto con Luiz Altamir Melo, Thiago Pereira y Nicolas Oliveira.